# Zarz

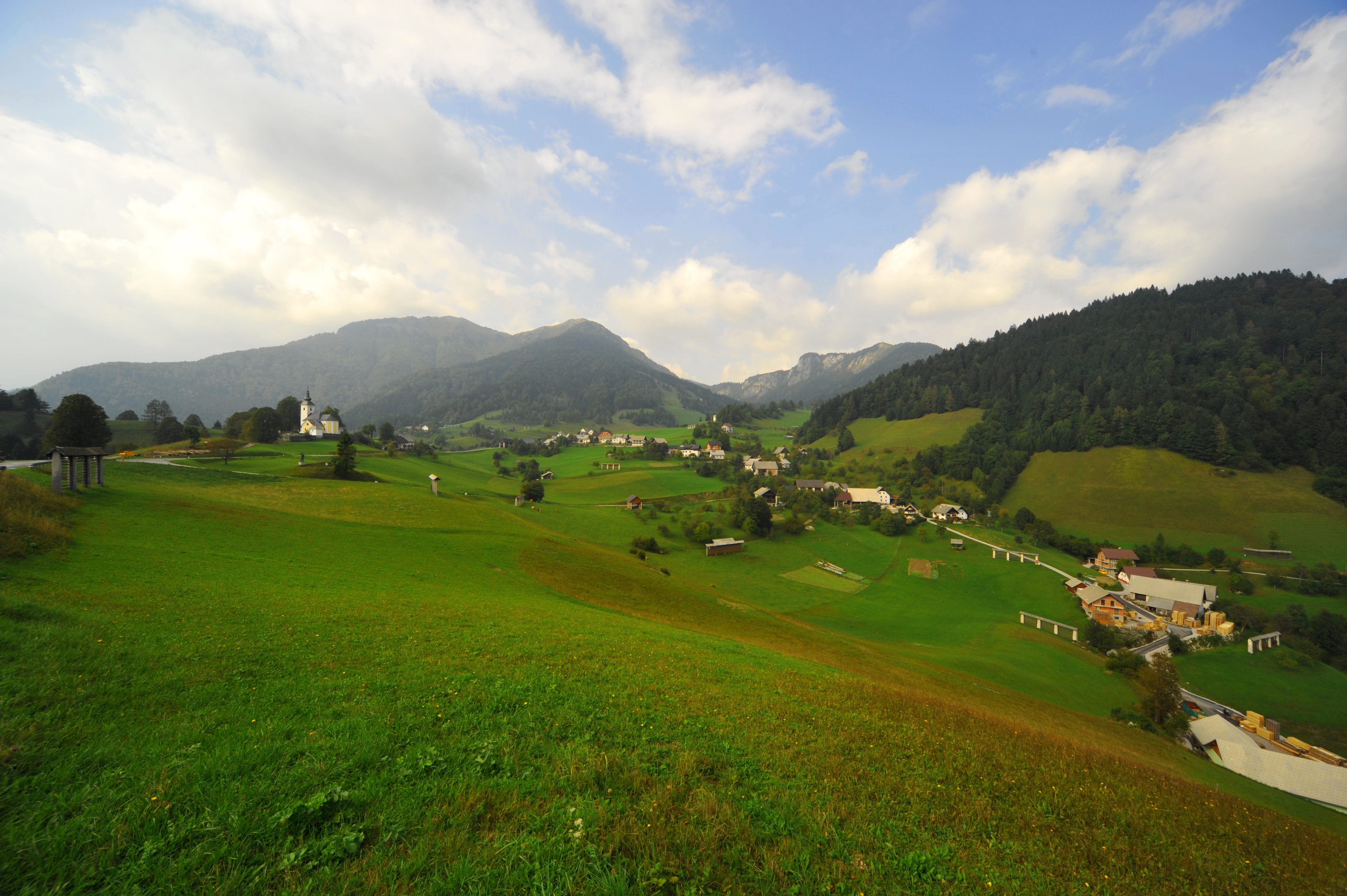
Sorica in der Oberkrain

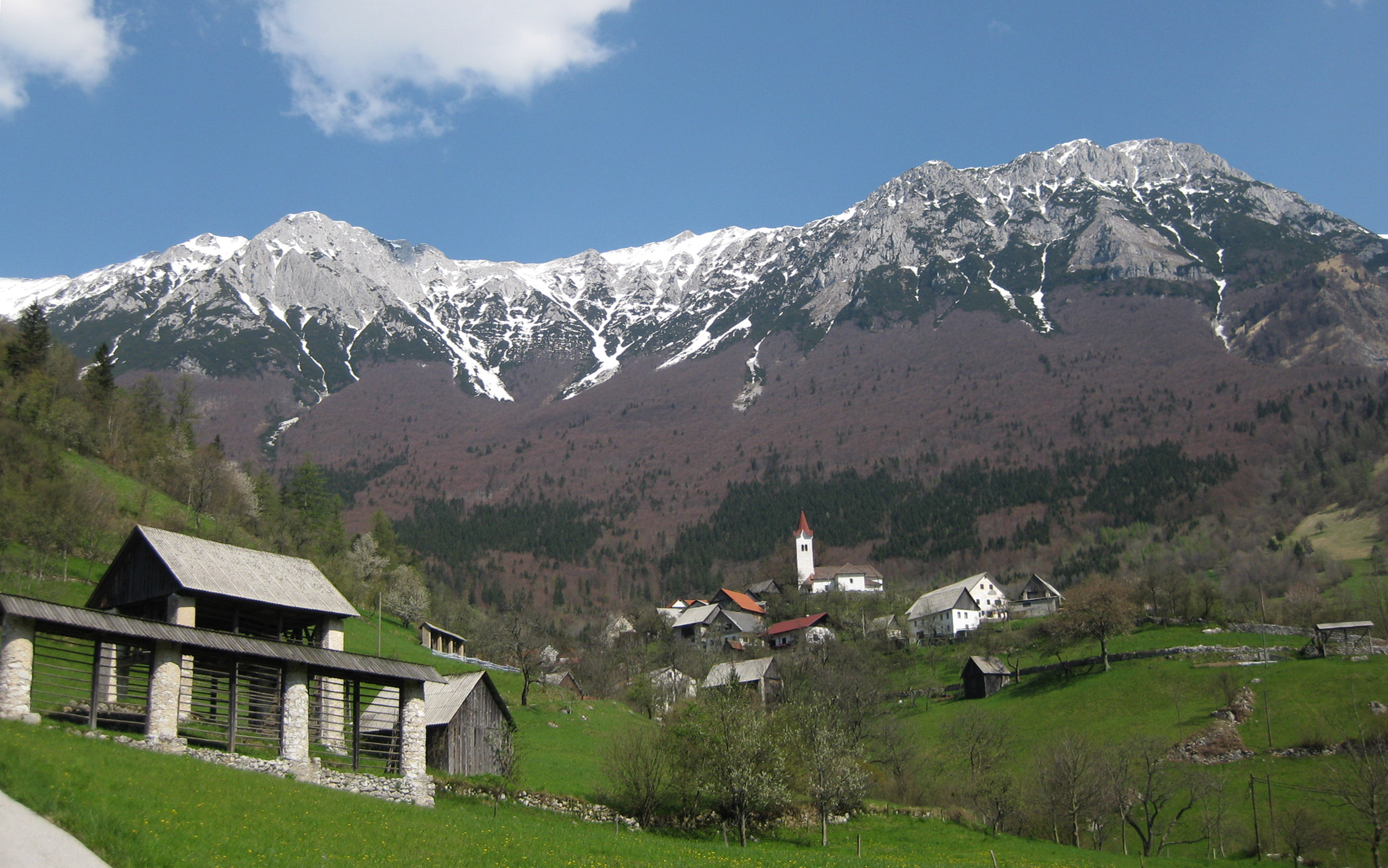
Rut in der Oberkrain

Zarz (slowenisch Sorica) ist der Name einer ehemaligen deutschen Sprachinsel in einem abgelegenen Gebiet der Julischen Alpen (Oberkrain, Slowenien).

## Geographie
Die Sprachinsel umfasste die Dörfer Unterzarz (Spodnja Sorica) und Oberzarz (Zgornja Sorica, ca. 880 m) am Oberlauf der Selzacher Zeier (Selška Sora), Deutschgereuth bzw. Deutsch Gereuth (Nemški Rovt) in Wochein, die im Quellgebiet der Save liegen, sowie Deutschruth (Deutschrut, slowenisch Rut, früher Nemški Rut, 676 m) an der Fetsche (Bača bzw. Baška grapa), einem Nebenfluss der Sontig (Soča), bereits zu Küstenland gehörig.

## Geschichte der Sprachinsel
Historisch begann sich das Gebiet von Sorica (lat. Officium Zaeuritz) im frühen Mittelalter zu entwickeln, unter bairischer Freisinger Herrschaft. Der deutsche Kaiser Otto II. schenkte dem Bischof Abraham von Freising im Jahr 973 einen großen Teil des Territoriums in Krain. Einige Jahrhunderte zuvor hatten die Bischöfe von Freising auch das Gebiet des oberen Teils des Hochpustertals in Tirol erhalten. Herzog von Baiern Tassilo III. hatte im Jahr 769 dem Bischof Atto von Freising (damals Atto von Scharnitz) das Recht über das Gebiet zwischen Gsieser Bach und Erlbach gegeben zur Errichtung eines Benediktinerklosters im heutigen Innichen. Weil das Gebiet von Innichen zu dieser Zeit noch weitgehend unbewohnt war, waren die Bairischen Bischöfe die ersten, die Ansiedlung systematisch förderten.
Wegen des Bevölkerungswachstums schenkte Bischof Emicho von Freising am Ende des 13. Jahrhunderts (genau im Jahr 1283) den Siedlern von Innichen neues Land auf dem Territorium von Zarz. Eine Urbariumzeichnung in den mittelalterlichen Urbariumbüchern von Bischoflack aus dem Jahr 1291 zeigt die Errichtung von 20 neuen Bauernhöfen in Zarz (in dieser Zeit Zu Nidern genannt) und im Dorf Spodnje Danje (dt. Niderhueben, später Unterhuben bzw. Daine). Weitere Urbariumbücher aus den Jahren 1318, 1492 und 1501 zeigen auch die Besiedlung anderer Dörfer in der Umgebung von Zarz: Im Tall, Oberhueben (Zgornje Danje), Zum Troy, Vndern Hohenegkh, Am Thoregkh, Im Ebendlein, Am Prietagkh und Mihelstall (Stuben). Die umgebenden Gebiete waren und blieben dagegen nahezu rein slowenischsprachig.
Bis in die erste Hälfte des 20. Jahrhunderts wurde in Zarz ein altertümlicher Dialekt des Pustertals gesprochen. Trotz der deutschen Amtssprache in Cisleithanien ging der Gebrauch des Deutschen in Zarz angesichts der enger werdenden Beziehungen mit der slowenischsprachigen Umgebung im Laufe des 19. Jahrhunderts zurück. Die Volkszählung in Österreich-Ungarn 1910 wies Zarz bereits als rein slowenischsprachig aus. Aus Unterhuben wird 1941 berichtet, es sei noch eine Mischsprache mit deutschem Vokabular und slowenischer Grammatik gesprochen worden. Bei dem Wortschatz soll es sich zu 80 % um „Altpustertaler Gut“ gehandelt haben.
Da das Slowenische 1945 bereits von allen Bewohnern von Zarz gesprochen wurde, waren diese nicht von der Vertreibung der deutschen Minderheit im Rahmen der AVNOJ-Beschlüsse betroffen.
Deutsche Bergnamen (Altemaver, Tonderškofel, Kogel) und andere geographische Namen (z. B. die Schlucht Driselpoh) sind bis heute in Gebrauch, ebenso Haus- und Familiennamen.

## Persönlichkeit
- Ivan Grohar: Der berühmte impressionistische Maler wurde 1867 im Ort Unterzarz (Spodnja Sorica) geboren.